# كارميلو كابريرا
كارميلو كابريرا (بالإسبانية: Carmelo Cabrera Domínguez)‏ (6 يناير 1950 في إسبانيا - ) هو لاعب كرة سلة إسباني في مركز الهجوم خلفي، شارك في بطولة أمم أوروبا لكرة السلة 1975 والألعاب الأولمبية الصيفية 1972 وبطولة كأس العالم لكرة السلة 1974 وبطولة أمم أوروبا لكرة السلة 1977 وبطولة أمم أوروبا لكرة السلة 1973. ولعب مع ريال مدريد لكرة السلة.

## وصلات خارجية
- كارميلو كابريرا على موقع الاتحاد الدولي لكرة السلة (الإنجليزية)
- كارميلو كابريرا على موقع الدوري الإسباني لكرة السلة (الإسبانية)
- كارميلو كابريرا على موقع بروبوليرز (الإنجليزية)
- كارميلو كابريرا على موقع سبورتس رفرنس (الإنجليزية)
- كارميلو كابريرا على موقع اللجنة الأولمبية الدولية (الإنجليزية)
- كارميلو كابريرا على موقع أوليمبيديا (الإنجليزية)
- كارميلو كابريرا على موقع اللجنة الأولمبية الإسبانية (الإسبانية)